# Teorema de Hartman–Grobman
A matemàtiques, a l'estudi de sistemes dinàmics, el teorema de Hartman-Grobman o el teorema de linelització és el teorema que tracta del comportament local del sistema al voltant d'un punt d'equilibri. Bàsicament, el teorema anuncia que el comportament del sistema dinàmic prop d'un punt d'equilibri és qualitativament el mateix que el comportament que la seva linealització prop del mateix punt d'equilibri si i només si tots els valors propis de la linealització tenen part real diferent de zero. Deu el seu nom a Philip Hartman i David Grobman.